# Makljenovac (Doboj)
Pour les articles homonymes, voir Makljenovac.
Makljenovac (en serbe cyrillique : Макљеновац) est un village de Bosnie-Herzégovine. Il est situé sur le territoire de la ville de Doboj et dans la république serbe de Bosnie. Selon les premiers résultats du recensement bosnien de 2013, il compte 1 270 habitants.
Après la guerre de Bosnie-Herzégovine et à la suite des accords de Dayton, le village de Makljenovac, qui faisait entièrement partie de la municipalité de Doboj, a été partiellement intégré dans la municipalité d'Usora nouvellement formée, située dans le canton de Zenica-Doboj et dans la fédération de Bosnie-et-Herzégovine.

## Géographie
Le village est situé au sud-ouest de Doboj, à la confluence des rivières Usora et Bosna (un affluent droit de la Save).

## Histoire
Sur le territoire du village se trouvent deux sites archéologiques inscrits sur la liste des monuments nationaux : sur le site de Crkvina ont été mis au jour des vestiges remontant à la Préhistoire ; les ruines d'un camp romain et d'une localité civile ont également été découverts.

## Démographie

### Évolution historique de la population dans la localité
| 1948 | 1953 | 1961  | 1971  | 1981  | 1991  | 2013  |
| ---- | ---- | ----- | ----- | ----- | ----- | ----- |
| -    | -    | 1 406 | 1 705 | 2 057 | 2 164 | 1 270 |

|  |